# VVN
비비엔(VVN, 1993년 11월 5일 ~ )은 대한민국의 모델, 프로듀서이다.

## 학력
- 버클리 음악 대학 졸업

## 프로듀싱
- 존박, 임채언- 잡아
- NATURE- B.B.B(Never Say Good-Bye), DIVE, 어린애 (Girls)
- 헨리 - I LUV U
- 비오브유- 시계바늘
- 박봄- 도레미파솔 (Feat. 창모)
- 싸이- Everyday, 내일의 나에게
- BIGBANG- 봄여름가을겨울 (Still Life)
- BLACKPINK- Ready For Love, Yeah Yeah Yeah
- 지수- 꽃, All Eyes On Me
- 헤이즈- 빙글빙글 (Prod. R.Tee)
- 태양- Nightfall (Feat. Bryan Chase)
- 전소미- 개별로

## 수상
- 2015년 제18회 쎄씨모델콘테스트 1위